# Himself (Gilbert O'Sullivan)
| Recensione       | Giudizio |
| ---------------- | -------- |
| AllMusic         | [ 1 ]    |
| Robert Christgau | B        |

Himself è il primo album del cantautore irlandese Gilbert O'Sullivan, pubblicato dall'etichetta discografica MAM nell'agosto del 1971.
L'album è prodotto da Gordon Mills. I brani sono interamente composti dall'interprete, mentre gli arrangiamenti sono curati da Johnnie Spence, l'ellepì raggiunse la quinta posizione della classifica britannica (il 25 settembre 1971), mentre fu nona (il 30 settembre 1972) nella classifica statunitense Billboard 200.
Il brano Nothing Rhymed era già stato pubblicato come singolo l'anno prima, mentre nel 1972 viene messo in commercio Matrimony.

## Tracce
Lato A
Testi e musiche di Gilbert O'Sullivan.
1. Intro – 0:23
2. January Git – 3:09
3. Bye-Bye – 3:18
4. Permissive Twit – 3:56
5. Matrimony – 3:14
6. Independent Air – 5:02
7. Nothing Rhymed – 3:21

Lato B
Testi e musiche di Gilbert O'Sullivan.
1. Too Much Attention – 2:30
2. Susan Van Heusan – 2:57
3. If I Don't Get You (Back Again) – 2:41
4. Thunder and Lightning – 2:47
5. Houdini Said – 5:22
6. Doing the Best I Can – 2:35
7. Outro – 0:33

Versione LP pubblicato nel 1972 negli Stati Uniti dalla MAM Records (ma distribuito dalla London Records) (MAM 4)
Lato A
Testi e musiche di Gilbert O'Sullivan.
1. Intro – 0:23
2. January Git – 3:09
3. Bye Bye – 3:18
4. Permissive Twit – 4:10
5. Matrimony – 3:14
6. Independent Air – 4:26
7. Nothing Rhymed – 3:21

Lato B
Testi e musiche di Gilbert O'Sullivan.
1. Too Much Attention – 2:30
2. Alone Again (Naturally) – 3:40
3. If I Don't Get You (Back Again) – 2:41
4. Thunder and Lightning – 2:47
5. Houdini Said – 4:55
6. We Will – 3:52
7. Outro – 0:33

Edizione CD del 2011, pubblicato dalla Salvo Records (salvoxcd001)
Testi e musiche di Gilbert O'Sullivan.
1. Intro
2. January Git
3. Bye-Bye
4. Permissive Twit
5. Matrimony
6. Independent Air
7. Nothing Rhymed
8. Too Much Attention
9. Susan Van Heusen
10. If I Don't Get You (Back Again)
11. Thunder and Lightning
12. Houdini Said
13. Doing the Best I Can
14. Outro
15. Disappear – Bonus Track - Demo originale
16. What Can I Do – Bonus Track - Demo originale
17. Mr. Moody's Garden – Bonus Track - Lato B di I Wish I Could Cry
18. Everybody Knows – Bonus Track - Lato B di Nothing Rhymed
19. Underneath the Blanket Go – Bonus Track - Singolo
20. We Will – Bonus Track - Singolo
21. I Didn't Know What to Do – Bonus Track - Lato B di We Will
22. No Matter How I Try – Bonus Track - Singolo

## Musicisti
- Gilbert O'Sullivan - voce, autore testi e musica
- Altri musicisti non accreditati

Note aggiuntive
- Gordon Mills - produttore
- Johnnie Spence - arrangiamenti
- Registrazioni effettuate al Audio International Studios di Londra (Inghilterra)
- Peter Rynston - ingegnere delle registrazioni
- Don Bax - copertina e design album[10]